# Wanderley Nogueira
Wanderley Octávio Nogueira Rizzo (São Paulo, 5 de março de 1950) é um jornalista esportivo brasileiro. 
Atualmente, é repórter, apresentador do programa de debate esportivo Esporte em Discussão e comentarista esportivo na Rádio Jovem Pan.
Ex-colunista d'A Gazeta Esportiva, ex-repórter da extinta Rádio Marconi AM de São Paulo, ex-comentarista esportivo no programa Mesa Redonda da TV Gazeta e ex-setorista na Federação Paulista de Futebol pelo extinto Jornal Popular da Tarde, é hoje um dos principais jornalistas esportivos de mídia eletrônica do Brasil.

## Carreira
Filho de Otávio Rizzo e Clara Nogueira, começou sua carreira na década de 1960 no Diário de São Paulo e na Rádio Marconi - que ficava no Edifício Mendes Caldeira, implodido em 1975 para as obras de construção da Estação Sé.
Trabalhou por doze anos no Grupo Sílvio Santos, na área de propaganda e marketing.
Trabalhou no Diário Popular e Diário da Tarde na década de 1970.
Em 7 de julho de 1977, ingressou na Rádio Jovem Pan de São Paulo, como repórter esportivo. Pela Jovem Pan, cobriu as Copas 1978, 1982, 1986, 1990, 1994, 1998, 2002, 2006, 2010 e 2014. Trabalha até hoje como apresentador dos programas Esporte em Discussão, Plantão de Domingo e Jornal de Esportes, além de repórter de campo nas transmissões esportivas.
Em 1985, um violento terremoto na Cidade do México fez milhares de vítimas e colocou em risco a Copa do Mundo de 1986, que seria realizada em solo mexicano. Com o maior evento futebolístico do planeta em risco, a Rádio Jovem Pan enviou o repórter Wanderley Nogueira ao México para cobertura do ocorrido. Terminada a reportagem, o voo que trazia Wanderley Nogueira e a equipe da Jovem Pan de volta ao Brasil fez uma escala na Colômbia, no dia 13 de novembro de 1985, data em que o vulcão Nevado Del Ruiz entrou em erupção, causando mais de 25.000 mortes no episódio que ficou conhecido como a Tragédia de Armero. Como estava na Colômbia na ocasião, o repórter esportivo Wanderley Nogueira foi o responsável pela cobertura da erupção.
Entre 1980 e 1992, foi repórter especial e colunista no jornal impresso A Gazeta Esportiva, por onde cobriu três Copas do Mundo.
Em 1993, ingressou no Portal Terra, por onde três Copas do Mundo. Deixou o portal em 2013.
Na televisão, trabalhou na TV Record durante três anos, participando dos programas Esporte Record e Sete No Pique.
Trabalhou também na TV Jovem Pan, extinta na década de 1990.
Em 2003, ingressou na equipe esportiva da TV Gazeta, onde participou semanalmente do programa Mesa Redonda, até 14 de outubro de 2018, quando Flávio Prado anunciou que o jornalista não participaria mais do programa. Dias depois a saída foi oficializada devido a reformulação da emissora.

### Prêmios
Integra o Hall dos Notáveis do Troféu ACEESP (Associação dos Cronistas Esportivos do Estado de São Paulo), por chegar à conquista do Troféu em 10 ocasiões.
| Ano  | Prêmio                                                                     | Categoria             | Resultado | Ref.   |
| ---- | -------------------------------------------------------------------------- | --------------------- | --------- | ------ |
| 1994 | Troféu ACEESP (Associação dos Cronistas Esportivos do Estado de São Paulo) | Repórter de Rádio     | Venceu    | [ 5 ]  |
| 1995 | Troféu ACEESP (Associação dos Cronistas Esportivos do Estado de São Paulo) | Repórter de Rádio     | Venceu    | [ 6 ]  |
| 1998 | Troféu ACEESP (Associação dos Cronistas Esportivos do Estado de São Paulo) | Troféu Eli Coimbra    | Venceu    | [ 7 ]  |
| 2003 | Troféu ACEESP (Associação dos Cronistas Esportivos do Estado de São Paulo) | Apresentador de Rádio | Venceu    | [ 8 ]  |
| 2004 | Troféu ACEESP (Associação dos Cronistas Esportivos do Estado de São Paulo) | Repórter de Rádio     | Venceu    | [ 9 ]  |
| 2005 | Troféu ACEESP (Associação dos Cronistas Esportivos do Estado de São Paulo) | Repórter de Rádio     | Venceu    | [ 10 ] |
| 2007 | Troféu ACEESP (Associação dos Cronistas Esportivos do Estado de São Paulo) | Repórter de Rádio     | Venceu    | [ 11 ] |
| 2008 | Troféu ACEESP (Associação dos Cronistas Esportivos do Estado de São Paulo) | Repórter de Rádio     | Venceu    | [ 12 ] |
| 2010 | Troféu ACEESP (Associação dos Cronistas Esportivos do Estado de São Paulo) | Repórter de Rádio     | Venceu    | [ 13 ] |

## Vida pessoal
É casado com Nilde desde 1975, tem dois filhos (Patrícia e Rodrigo) e dois netos.